# بارتسوز بياليك
بارتسوز بياليكهو لاعب كرة قدم بولندي يلعب كمهاجم في نادي فولفسبورغ.

## روابط خارجية
- بارتسوز بياليك على موقع الاتحاد الأوربي (الإنجليزية)
- بارتسوز بياليك على موقع قاعدة بيانات كرة القدم.إي يو (الإنجليزية)
- بارتسوز بياليك على موقع Soccerway.com (الإنجليزية)
- بارتسوز بياليك على موقع عالم كرة القدم.نت (الإنجليزية)